# Spondylus
Spondylus, w języku polskim również zawiaśnik – rodzaj ciepłolubnych małży morskich o wyjątkowo dekoracyjnych muszlach.

## Budowa

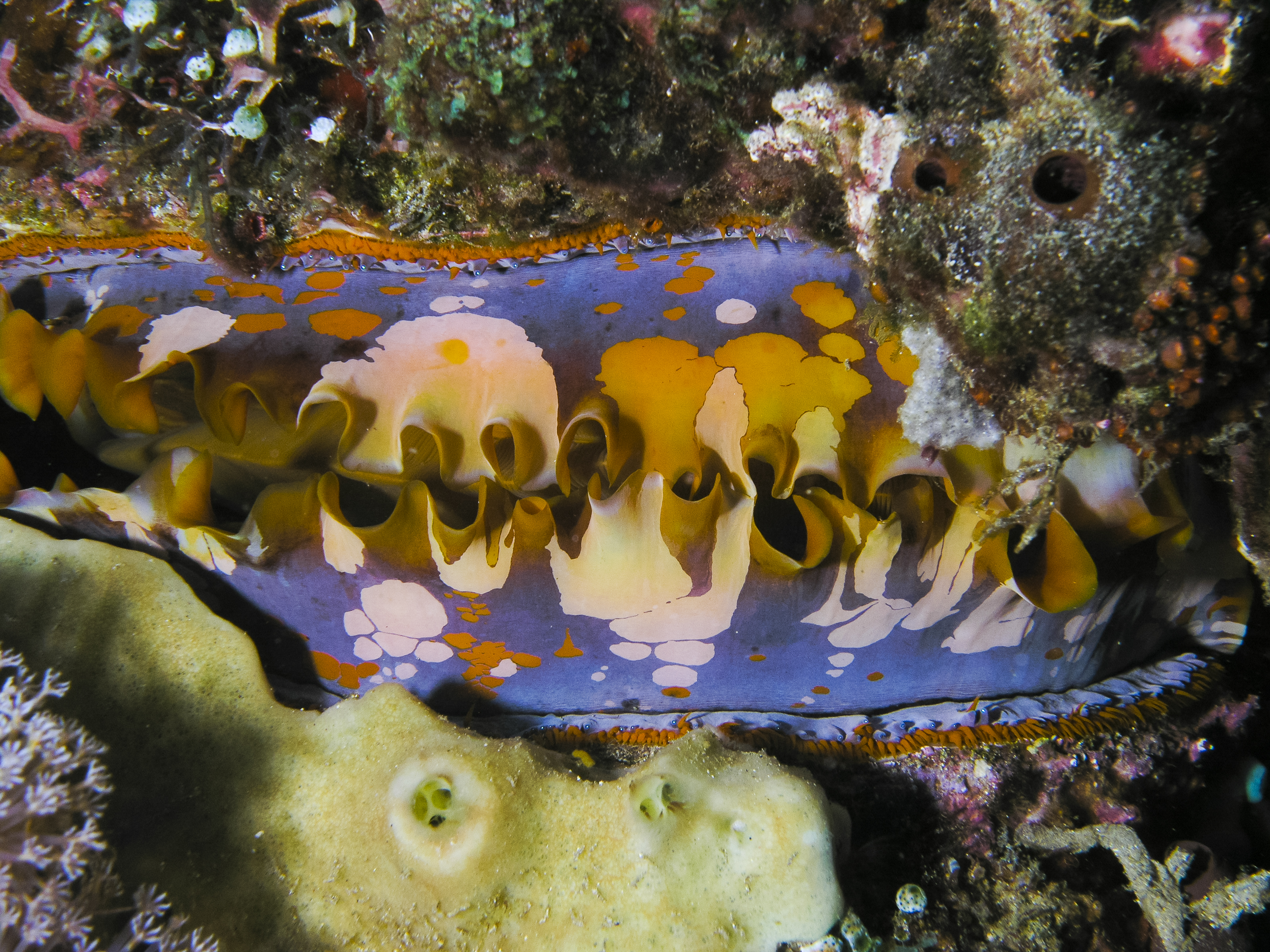
Wielobarwne krawędzie płaszcza żywego zawiaśnika z Timoru Wschodniego. Oczy płaszczowe na wypustkach na samym skraju płaszcza

Muszle spondylusów są charakterystyczne - bardzo podobne do muszli dość blisko spokrewnionych z nimi przegrzebków (należą do tej samej nadrodziny), ale pokryte wystającymi kolcami. Kolce te mogą osiągać znaczne rozmiary - do 5 cm długości, przy średnicy całej muszli rzadko przewyższającej 10 cm. Prawdopodobnie służą one jako miejsce osiedlania się rozmaitych organizmów, co ułatwia małżom maskowanie. Muszle zawiaśników są kolorowe, a barwa zróżnicowana nawet wśród osobników jednego gatunku. Mają dobrze rozwinięty zamek, składający się z 2 zębów w jednej oraz 2 dołków w drugiej połówce muszli. Spondylusy, podobnie jak przegrzebki, wyposażone są w oczy płaszczowe.

## Biologia, ekologia i występowanie

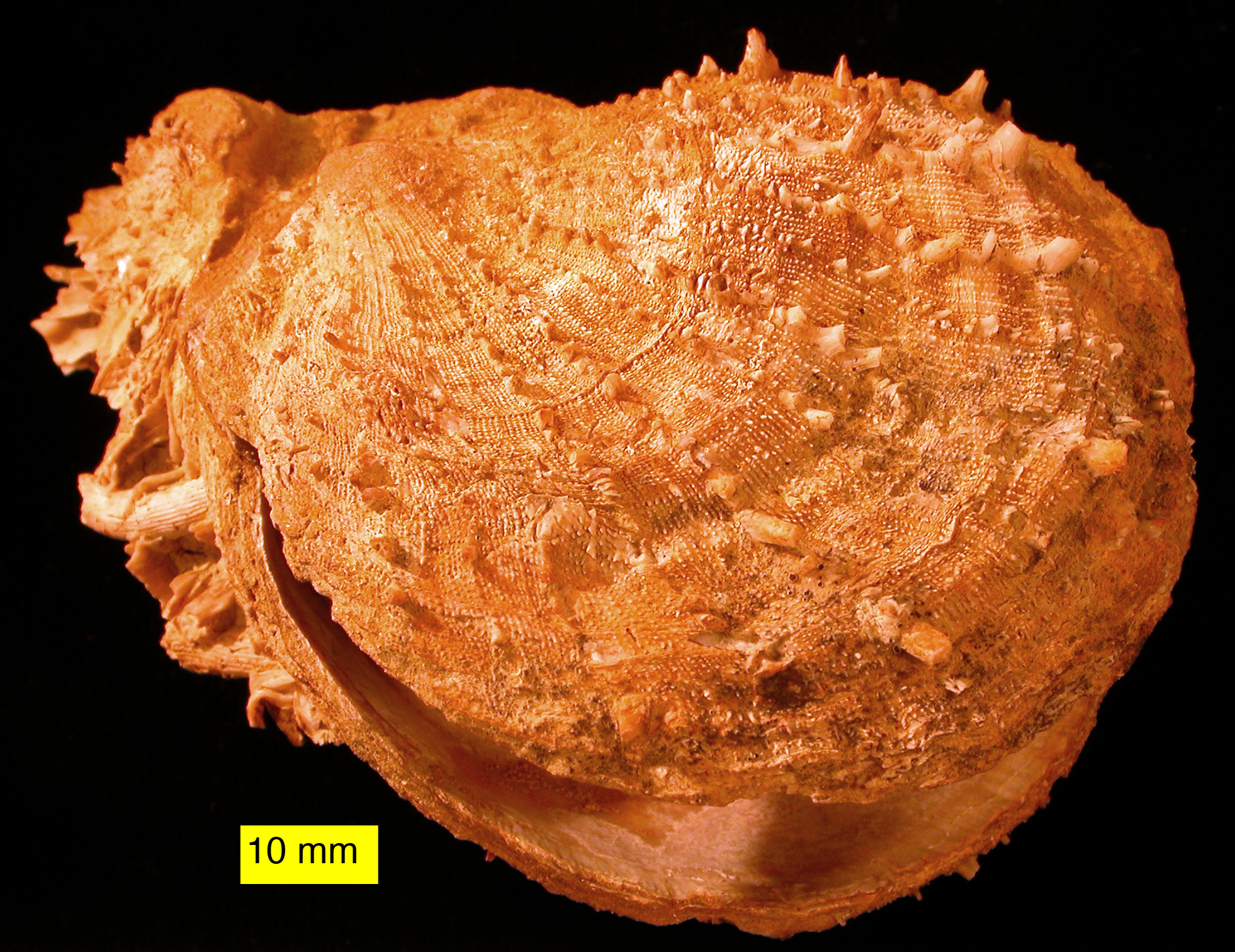
Znaleziona na Cyprze kopalna plioceńska muszla zamieszkującego również współcześnie Morze Śródziemne gatunku Spondylus gaederopus

Spondylusy żyją na płytkim (zwykle do głębokości kilkunastu metrów), twardym dnie mórz tropikalnych i subtropikalnych. W odróżnieniu od przegrzebków, prowadzą stale osiadły tryb życia, przymocowując się do podłoża prawą połówką muszli. Muszle zawiaśników spotykane są również jako skamieniałości.

## Znaczenie dla człowieka

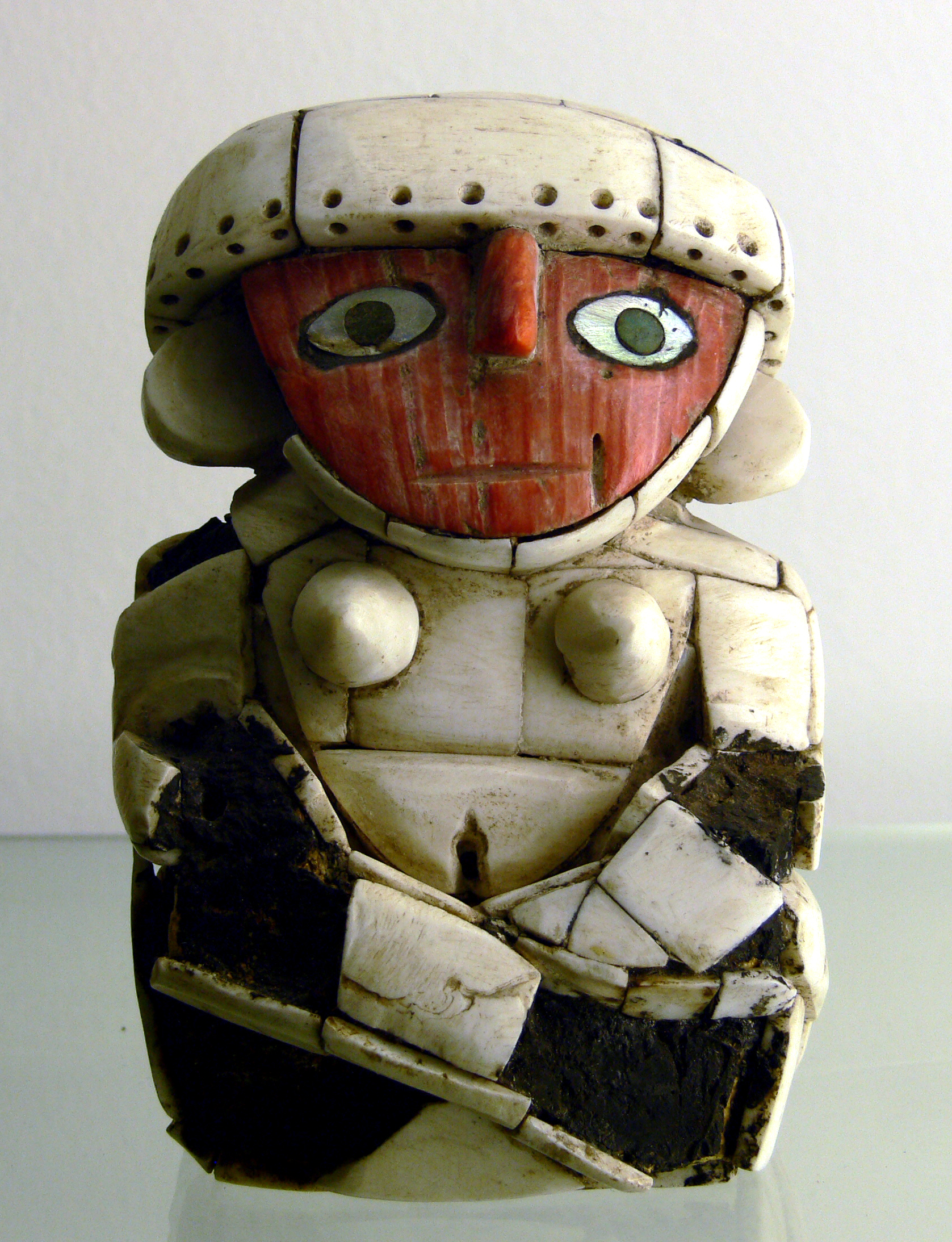
Inkaska figurka z muszli spondylusa

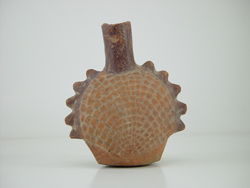
Waza w kształcie muszli spondylusa – kultura Mochica

Muszle zawiaśników od dawna służyły rzemieślnikom różnych części świata jako surowiec do wyrobu ozdobnych przedmiotów oraz jako inspiracja artystyczna. Zdaniem Thora Heyerdahla, muszle spondylusa były głównym towarem, importowanym do Peru z terenów Panamy i Ekwadoru w czasach prekolumbijskich. Wykonywano z nich wyroby rzemiosła artystycznego. Również w starożytnym Peru wytwarzano naczynia, naśladujące kształtem muszle tych małży lub zdobione ich przedstawieniami. W kulturze Majów boga związanego prawdopodobnie z morzem znanego pod oznaczeniem porządkowym GI (prawdziwe imię nieznane) wyobrażano sobie z muszlami zawiaśnika w uszach. Również do Europy Środkowej (w tym do Polski) importowano w okresie neolitu paciorki, wykonane z muszli spondylusów z Morza Śródziemnego (prawdopodobnie wyłącznie Spondylus gaederopus).

## Gatunki
Obecnie znane są 72 pewne gatunki małży tego rodzaju oraz 2 określane jako nomen dubium:
- Spondylus americanus
- Spondylus anacanthus
- Spondylus asiaticus
- Spondylus asperrimus
- Spondylus aurispinae
- Spondylus avramsingeri
- Spondylus butleri
- Spondylus candidus
- Spondylus clarksoni
- Spondylus concavus
- Spondylus crassisquama
- Spondylus croceus
- Spondylus darwini
- Spondylus deforgesi
- Spondylus depressus
- Spondylus eastae
- Spondylus echinatus
- Spondylus electrum
- Spondylus erectospinosus
- Spondylus erinaceus
- Spondylus exiguus
- Spondylus exilis
- Spondylus fauroti
- Spondylus foliaceus
- Spondylus fragilis
- Spondylus gaederopus
- Spondylus gilvus
- Spondylus gloriandus
- Spondylus gloriosus
- Spondylus gravis
- Spondylus groschi
- Spondylus gussonii
- Spondylus heidkeae
- Spondylus imperialis
- Spondylus lamarckii
- Spondylus layardi
- Spondylus leucacanthus
- Spondylus limbatus
- Spondylus linguafelis
- Spondylus longitudinalis
- Spondylus maestratii
- Spondylus mimus
- Spondylus multimuricatus
- Spondylus multisetosus
- Spondylus nicobaricus
- Spondylus occidens
- Spondylus ocellatus
- Spondylus orstomi
- Spondylus ostreoides
- Spondylus pratii
- Spondylus proneri
- Spondylus raoulensis
- Spondylus reesianus
- Spondylus regius
- Spondylus rippingalei
- Spondylus rubicundus
- Spondylus senegalensis
- Spondylus sinensis
- Spondylus spinosus
- Spondylus squamosus
- Spondylus swinneni
- Spondylus tenellus
- Spondylus tenuis
- Spondylus tenuispinosus
- Spondylus tenuitas
- Spondylus variegatus
- Spondylus varius
- Spondylus versicolor
- Spondylus victoriae
- Spondylus violacescens
- Spondylus virgineus
- Spondylus zonalis

- Spondylus coccineus - nomen dubium
- Spondylus unicolor - nomen dubium[3]